# Memorijalni centar genocida Murambi
Memorijalni centar genocida Murambi, nalazi se u blizini grada Murambi u južnoj Ruandi.

## Opis
Ovaj Memorijalni centar jedan je od šest glavnih centara u Ruandi koji obilježavaju sjećanje na genocid nad Tutsijima u Ruandi 1994. godine. Ostali su Memorijalni centar Kigali, Memorijalni centar Ntarama i ostali u Memorijalnom centru genocida Nyamata, Memorijalnom centru Bisesero i Nyarubuye.
Ovo je bilo mjesto masakra tijekom genocida u Ruandi 1994. godine. Kad su počela ubojstva, Tutsiji u ovoj regiji pokušali su se sakriti u lokalnoj crkvi. Međutim, biskup i gradonačelnik namamili su ih u zamku poslavši ih u tehničku školu, tvrdeći da će ih tamo štititi francuske trupe. Dana 16. travnja 1994. prosječno je 65 000 Tutsija otputovalo u školu. Kada su žrtve stigle, nisu im bili osigurani ni hrana ni voda. To je učinjeno kako žrtve ne bi pružale otpor. Nakon što su se nekoliko dana borili kamenjem, Tutsi su konačno poraženi 21. travnja. Francuski vojnici su otišli, a školu su napali pripadnici narodne vojske. U školi je ubijeno oko 20.000 Tutsija, a gotovo svi koji su uspjeli pobjeći ubijeni su sljedeći dan kada su se pokušali sakriti u obližnjoj crkvi. Broj mrtvih od oko 50.000 koji navodi vlada nije potkrijepljen brojem ekshumiranih tijela, čak i ako se uzme u obzir grobnice koje se tek trebaju otvoriti. P
Smatra se da su samo 34 osobe preživjele masakr u Murambiju.
Memorijalni centar je osnovan 21. travnja 1995. godine. Nalazište sadrži 50.000 grobova. Zgrada škole sada je muzej genocida u kojem su izloženi kosturi i mumificirana tijela nekih od tisuća ljudi ubijenih u provinciji Gikongoro 1994. U svojoj studiji o spomenicima genocida u Ruandi, Timothy Longman tvrdi da iako su tijela izložena u Murambiju predstavljena kao tijela ljudi ubijenih na licu mjesta, u stvarnosti su to tijela donesena u Murambi iz cijele okolice. Ubijeni u Murambiju pokopani su u masovne grobnice na tom mjestu 1996.

## Vanjske poveznice
- Službena stranica
- Posjet Malcolma Trevene tehničkoj školi Murambi